# توريه موري
توريه موري (بالإنجليزية: Toure' Murry)‏ مواليد 8 نوفمبر 1989 في هيوستن، هو لاعب كرة سلة محترف أمريكي بدأ مسيرته الاحترافية في سنة 2012 يلعب في دوري الرابطة الوطنية لفئة التطوير كلاعب هجوم خلفي ويحمل الرقم 1. يبلغ طوله 6 قدم 5 بوصة (2.0 م).

## فرق لعب لها
- نيويورك نيكس
- يوتاه جاز
- واشنطن ويزاردز
- القادسية الكويتي

## إحصائيات المسيرة

### الرابطة الوطنية لكرة السلة

#### الموسم الاعتيادي
| السنة   | الفريق         | لعب | بدأ | دقيقة | ميداني% | ثلاثية | حرة   | ارتداد | صنع | استلاب | تصدي | نقطة |
| ------- | -------------- | --- | --- | ----- | ------- | ------ | ----- | ------ | --- | ------ | ---- | ---- |
| 2013–14 | نيويورك نيكس   | 51  | 0   | 7.3   | .434    | .417   | .590  | .9     | 1.0 | .4     | .0   | 2.7  |
| 2014–15 | يوتاه جاز      | 1   | 0   | 1.0   | .000    | .000   | .000  | .0     | .0  | .0     | .0   | .0   |
| 2014–15 | واشنطن ويزاردز | 4   | 0   | 4.3   | .500    | .000   | 1.000 | .3     | .3  | .3     | .0   | 1.5  |
| المسيرة | المسيرة        | 56  | 0   | 7.0   | .433    | .417   | .610  | .8     | .9  | .4     | .0   | 2.6  |

## روابط خارجية
- توريه موري على موقع إن بي أي (الإنجليزية)
- توريه موري على موقع سبورتس رفرنس (الإنجليزية)
- توريه موري على موقع كرة السلة الأوروبية.كوم (الإنجليزية)
- توريه موري على موقع إي إس بي إن.كوم (الإنجليزية)
- توريه موري على موقع كلية كرة السلة في سبورتس رفرنس.كوم (الإنجليزية)
- توريه موري على موقع ريلجم (الإنجليزية)
- توريه موري على موقع بروبوليرز (الإنجليزية)
- توريه موري على موقع سبورتس رفرنس (الإنجليزية)
- توريه موري على موقع سبورتس رفرنس (الإنجليزية)